# かなめエトワール
『かなめエトワール』は、華夜による日本の漫画作品。『Sho-Comi』（小学館）にて、2011年13号から同年15号まで掲載された。単行本は全1巻。

## 概要
サブタイトルは「Prima Princess」。
華夜が『Sho-Comi』でデビュー後、第4作目の連載漫画（前作は『1/2LOVE!』）。
少女漫画ではあるが、本作の題材である“バレエ”を中心に描かれている為、恋愛要素のストーリーは描かれていない。

## ストーリー
主人公吉原かなめは14歳のとき、初めてバレエ界の天才プリマ、美姫様こと西園寺美姫の踊りを鑑賞し、心を奪われる。その後すぐに美姫のようになりたいと憧れ、バレエを始めるかなめ。
月日は流れ、16歳になったかなめは美姫が通うバレエ学校の名門、「有栖川バレエ学園」に転入する。
そんな中、かなめのバレエの素質を見抜いた響は、かなめを全国バレエコンクールの出場者に美姫と一緒に選抜する。
しかし14歳からバレエを始めたばかりのかなめは、学園では超がつくほどの初心者で、コンクールに選ばれたかなめを良く思わない人たちも多くて…?

## 登場人物
吉原かなめ（よしわら かなめ）
有栖川バレエ学園に転入したばかりの高校1年生。初めて美姫のバレエを見て以来、美姫の大ファンとなり、14歳からバレエを始める。バレエは始めたばかりだが、未知数の才能を秘めている。
西園寺美姫（さいおんじ みき）
有栖川バレエ学園、高校2年生。容姿端麗で、バレエ界で有名な天才プリマ。主に「美姫様」と呼ばれている。天才ではある一面、とても努力家である。かなめの才能に気づき始めるが…?
杉浦奈美（すぎうら なみ）
有栖川バレエ学園では美姫の2番目に上手い人物。その為、コンクールにかなめが選ばれたのに納得がいかず、かなめに嫌がらせを始める。
響（ひびき）
有栖川バレエ学園、バレエのコーチ（先生）。かなめの素質を見抜き、全国バレエコンクールに選抜する。

## 書誌情報
- かなめエトワール （2011年9月26日発売、ISBN 978-4-09-134055-9）

## 単行本収録作品
- かなめエトワール（全3話）
- ふたり、片想い（2010年『Sho-Comi』本誌11号）
- 君に絶対幸福（2010年『Sho-Comi』増刊6月15日号）